# Primera Conferencia Tricontinental de La Habana
La Primera Conferencia de Solidaridad de los Pueblos de África, Asia y América Latina, conocida como Primera Conferencia Tricontinental de La Habana (o La Tricontinental), fue un encuentro político internacional realizado entre el 3 y el 15 de enero de 1966 en La Habana (Cuba), que contó con la participación de más de 500 delegados procedentes de 82 naciones de África, Asia y América para formar una alianza contra el colonialismo y el imperialismo militar y económico.
En la conferencia se creó la Organización de Solidaridad de los Pueblos de África, Asia y América Latina (OSPAAAL), marcando así una extensión hacia América del Movimiento de Países No Alineados, surgido en la Conferencia de Bandung de 1955 (encuentro del que emergería posteriormente en las ciencias sociales la teoría poscolonial), y de la Organización de Solidaridad de los Pueblos Afroasiáticos (OSPAA, 1957).

## Objetivos
- Lucha por la liberación nacional y la consolidación de la independencia y soberanía nacional.
- Lucha por el derecho a la autodeterminación de los pueblos.
- Apoyo a Cuba contra el imperialismo estadounidense.
- Lucha contra el apartheid y la segregación racial.
- Lucha favor del desarme y la paz mundial.[3]

## Participantes
Entre los dirigentes que asistieron a la conferencia, además del anfitrión Fidel Castro, se encontraban Salvador Allende (Chile), Amílcar Cabral (Guinea Bisáu y Cabo Verde), Luis Augusto Turcios Lima (Guatemala), Cheddi Jagan (Guyana), Pedro Medina Silva (Venezuela), Nguyen Van Tien (Vietnam del Sur) y Rodney Arismendi (Uruguay). También se dieron a conocer los mensajes de Hồ Chí Minh (Vietnam del Norte), Kim Il-sung (Corea del Norte), Zhou Enlai (República Popular China), Alexis Kosiguin (Unión Soviética), Gamal Abdel Nasser (Egipto), Houari Boumédiène (Argelia) y Julius Nyerere (Tanzania).

## Desarrollo
Enfrentada al imperialismo, esta conferencia se centró en el imperialismo estadounidense, entendido como una forma de dominación desterritorializada y relacionada con la opresión racial. La difusión de este enfoque tercermundista, conocido como «Tricontinentalismo», se apoyó en la revista Tricontinental, órgano de la OSPAAAL, y en el arte, especialmente en formas gráficas.
La conferencia se vio lastrada por la ausencia de su principal organizador, el dirigente marroquí Mehdi Ben Barka, secuestrado y desaparecido unos meses antes en París. La segunda conferencia, prevista para 1968 en El Cairo (Egipto), no llegó a tener lugar. A pesar de la creación en 1967 de la Organización Latinoamericana de Solidaridad (OLAS), el movimiento impulsado por la Tricontinental tuvo que enfrentar dificultades tales como la degradación de las relaciones sino-soviéticas a lo largo de los años 1960 y el acercamiento entre Estados Unidos y China en los años 1970, así como la represión contra los movimientos guerrilleros llevada a cabo por los gobiernos latinoamericanos entre 1954 y 1990, la muerte del Che Guevara en 1967, el asesinato de numerosos dirigentes tercermundistas y, finalmente, la caída del Muro de Berlín en 1989 y la disolución de la Unión Soviética dos años después. 